# Нагель, Юлий Феликсович
Юлий Феликсович Нагель (1837—1892) — российский музыкант-виолончелист, композитор и музыкальный педагог в Александровском лицее; по происхождению немец.

## Биография
Юлий Нагель родился в 1837 году в Готе. Музыкальное образование Нагель получил в Лейпцигской консерватории. 
В 1862 году он приехал в Россию и два года спустя занял в Александровском лицее место преподавателя музыки (на фортепиано) и в этой должности оставался до самой смерти. 
Ю. Ф. Нагель был одним из самых деятельных сотрудников музыкального журнала «Нувеллист», где поместил много своих небольших пьесок и ещё больше переложений. Кроме мелких пьес и переложений, Нагель оставил оперу в 4-х действиях «Транелло», исполнявшуюся в течение нескольких лет на сцене готского придворного театра, и другую оперу, комическую «Ясновидящая» в 3-х действиях. 
В 1881 году Нагель получил 1-ю премию за коронационный марш на конкурсе, предложенном журналом «Нувеллист». Марш этот долгое время держался в репертуаре многих оркестров.
Юлий Феликсович Нагель скончался 3 сентября 1892 года в городе Санкт-Петербурге.